# Viasat Kino
Viasat Kino (fost TV1000) este un canal de televiziune ce difuzează filme. În România versiunea nordică premium a canalului a fost transmisă de operatorii de cablu în anii '90. Pe 18 noiembrie 2005 a fost lansată o versiune regională cu subtitrare în română. Canalul difuzează publicitate și a transmis în trecut filme erotice. 
Versiunea originală din Suedia transmitea în anii '90 filme recente, programe pentru copii, seriale și filme pornografice.
În țările nordice pachetul de canale premium TV1000 deținut de MTG a fost redenumit Viasat Film în 2012, în timp ce versiunea balcanică și cea estică au păstrat numele și au fost vândute în octombrie 2015.
Din 4 noiembrie 2015, în România nu se mai difuzează filme erotice și filme pornografice.

## Istoric
TV1000 a fost lansat în 1989 în toate cele 4 țări - Suedia, Danemarca, Norvegia și Finlanda. În 1991, a fuzionat cu canalul de filme SF Succé. În februarie 1995, a fost lansat un al doilea canal, TV1000 Cinema, sau pur și simplu, Cinema.
În 2000, odată cu digitalizarea, au fost lansate câte 2 canale timeshift pentru TV1000 și Cinema cu o întârziere de o oră, respectiv două ore: TV1000 2, TV1000 3, Cinema 2 și Cinema 3.
Pe 1 septembrie 2004, canalul Cinema și cele 4 canale timeshift au fost înlocuite cu TV1000 Plus One, TV1000 Family, TV1000 Action, TV1000 Nordic și TV1000 Classic. Pe 16 februarie 2009, TV1000 Drama a fost lansat în țările nordice. În același timp, TV1000 și-a schimbat sigla și imaginea. Pe 1 august 2010, TV1000 Plus One a fost închis. 
Pe 1 martie 2012 în țările nordice, TV1000 a fost redenumit Viasat Film, cu următoarele canale: 
- TV1000 - Viasat Film
- TV1000 Action - Viasat Film Action
- TV1000 Drama - Viasat Film Drama
- TV1000 Nordic - Viasat Film Nordic
- TV1000 Family - Viasat Film Family
- TV1000 Classic - Viasat Film Classic

Pe 23 aprilie 2014, Viasat Film Nordic a fost înlocuit cu Viasat Film Comedy. Un an mai târziu, pe 10 noiembrie 2015, Viasat Film a fost redenumit Viasat Film Premiere, iar Viasat Film Classic și Viasat Film Drama au fost înlocuite cu Viasat Film Hits și Viasat Series.

### TV1000 East
În martie 2003, TV1000 a lansat o versiune pentru Rusia, Belarus, Moldova, Ucraina, Georgia, Kazahstan, Estonia, Lituania și Letonia. Canalul TV1000 Russkoe Kino (ТВ1000 Русское Кино), care difuzează doar filme rusești, a fost lansat în octombrie 2005. În aprilie 2008, a mai fost lansat TV1000 Premium, iar celălalt canal, TV1000 Action, a fost lansat pe 1 septembrie în același an.
În Rusia și CSI, au mai fost lansate alte trei canale în 2012: TV1000 Premium, TV1000 Comedy și TV1000 Megahit, iar apoi în 2017, aceste canale și-au schimbat denumirile în ViP Comedy, ViP Megahit și ViP Premiere.

### Viasat Kino Balkan
TV1000 a lansat în 2006 o versiune pentru România, Bulgaria, Serbia, Croația, Slovenia, Macedonia de Nord, Bosnia și Hertzegovina, Muntenegru. Canalul este difuzat și în Moldova din 2019, alături de canalele TV 1000 în limba rusă.

### TV1000 Poland
TV1000 a avut o versiune în Polonia din 2007 până în 2013.